# Гелазония, Пётр Ильич
Пётр Ильи́ч Гелазо́ния (24 мая 1937 — 24 августа 2011) — российский журналист, главный редактор журнала «Семья и школа».

## Биография
В 1952 в московскую школу № 582 на Бабьем городке, где учился Пётр Гелазония, уроки по предметам «Психология» и «Логика» проводил Георгий Петрович Щедровицкий (тогда ещё студент МГУ), и как впоследствии оценивал Гелазония, научил его думать.
Учился на философском факультете МГУ, в 1958 году в конце четвёртого курса был исключён из университета и комсомола «за ревизионизм». Участник семинаров Московского логического и Московского методологического кружков в 1950-х годах. Борис Сазонов отмечал:
«В логическом кружке Г. П. Щедровицкого был не просто участником семинаров, а одним из его столпов. На нем лежала ответственность за создание и ведение корпуса переводов».
Сам же П. И. Гелазония отзывался о своей деятельности более скромно: «…хотя и выполнял… по поручению ГП (Г. П. Щедровицкого) кое-какую подсобную работу типа переводов».
С 1958 года работал в издательстве Академии педагогических наук, в литературной и педагогической прессе, преподавал в школе.
Петр Ильич проработал в журнале «Семья и школа» более 50 лет. В это время он занимал должности заведующего научно-популярным отделом, ответственного секретаря, заместителя главного редактора и, наконец, главного редактора (на последней должности он оставался более 14 лет).

## Книги
- Кедрина Т. Я., Гелазония П. И. Большая книга игр и развлечений. — М.: Педагогика, 1992.